# ژان تر-مرگریان
ژان تر-مرگریان (ارمنی: Ժան Տեր-Մերկերյան؛ ۵ اکتبر ۱۹۳۵ – ۲۹ سپتامبر ۲۰۱۵) موسیقی‌دان اهل فرانسه بود. وی بین سال‌های ۱۹۴۶ تا ۲۰۱۵ میلادی فعالیت می‌کرد.

## زندگی‌نامه
ژان تر-مرگریان نخستین جایزه برای ویولن را در کنسرواتوار مارسی در سن ۱۱ سالگی دریافت کرد. در همان سال، نخستین کنسرت او برگزار شد که در آن کنسرتو ویوالدی در لا مینور و کنسرتو مندلسون در می مینور را اجرا کرد. وی تحصیلات موسیقایی خود را در ایروان  زیر نظر پروفسور کارپ دومبایف و سپس در کنسرواتوار مسکو  نزد داوید اویستراخ ادامه داد. ژان تر-مرگریان برنده جوایز رقابت‌های بین‌المللی ویولن، از جمله بهار پراگ (۱۹۵۶)، رقابت بین‌المللی چایکوفسکی در مسکو، ملکه الیزابت در بروکسل (۱۹۶۳) شده‌است. وی همچنین در سال ۱۹۶۱ نخستین Grand Prix رادر رقابت‌های لون-تیبو-کرسپن  دریافت کرد. 
در حین تدریس در کنسرواتوار دولتی کومیتاس ایروان، او در چندین کنسرت نیز در اتحاد شوروی، اروپای غربی، لبنان، آمریکای جنوبی، ایالات متحده آمریکا، و کانادا اجرا کرد. در سال ۱۹۷۵ در جریان تور خود در ایالات متحده آمریکا وی یک ویولن کنسرتو برامس را نیز در بوستون اجرا کرد. 
ژان تر-مرگریان عضو داوران رقابت‌های بین‌المللی همچون «پاگانینی» در ایتالیا، «ساراساته» در اسپانیا، «چایکوفسک» در مسکو، «خاچاتوریان» در ایروان نیز بود.
او بر اثر بیماری سرطان در منزلش در مارسی درگذشت.